# Ex chiesa e convento di San Francesco
L'ex chiesa e convento di San Francesco si trova nel comune di Borgo San Lorenzo, accanto al santuario del Santissimo Crocifisso dei Miracoli.

## Storia e descrizione
Risalente alla seconda metà del XIII secolo, fu ristrutturata, assieme al convento francescano cui era annessa, nel corso del XVI e del XVII secolo . Danneggiata nel terremoto del 1919 e nella Seconda Guerra Mondiale, è stata oggetto di un recente restauro.
L'edificio presenta l'originale struttura duecentesca, con semplice facciata a capanna con un arco gotico di laterizio sulla finestra e l'interno ad unica ampia navata con mura di laterizio e copertura a capriate . Vi si conservano tracce di affreschi del XIV secolo e, nella cappella rinascimentale dei da Rabatta, una pala ad affresco del giovane Cosimo Rosselli raffigurante la Madonna col Bambino fra due angeli, Sant'Antonio abate e San Lorenzo.
Il 4 ottobre 2020 sono state collocate dai proprietari due nuove opere: un'Adorazione del Bambino con San Giuseppe di scuola lucchese del tardo XV secolo ed una Estasi di Santa Teresa del napoletano Giovanni Battista Beinaschi.